# Teorema de Coase

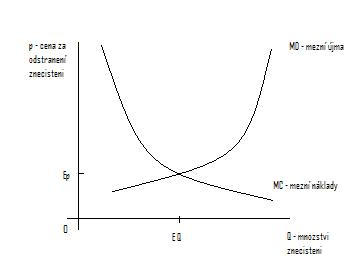
Teorema de Coaseho del gráfico popisujici

El teorema de Coase plantea que en un mercado en que los costos de transacción sean bajos o inexistentes, y que los derechos de propiedad establecidos en los fallos judiciales no permitan una solución económica suficiente, se producirá necesariamente una reasignación de estos derechos hacia aquellos que los valoran más, aunque los tribunales fallen en contra de estos. Con todo, son muchos los casos en que los altos costos de transacción impiden una reasignación de los derechos establecidos en los fallos judiciales. En estos casos, los tribunales deben intentar minimizar los costos asociados a sus fallos, siempre que ello no altere la tesis de la ley.
Forma parte del Análisis Económico del Derecho, y es atribuido al premio Nobel Ronald Coase.
Los supuestos del teorema de Coase son dos:
- Los costes de la negociación, para las partes, son bajos.
- Quienes tienen la propiedad de los recursos pueden identificar la causa de los daños a su propiedad, e impedirlos por medios legales.

Por lo tanto, según Coase una vez que los derechos de propiedad quedan establecidos, la intervención pública deja de ser necesaria para tratar el problema de las externalidades (Coase, 1960).

## Consideraciones acerca del teorema de Coase
El teorema de Coase es considerado uno de los pilares fundamentales del llamado Análisis Económico del Derecho. Objeto de vivas controversias, las críticas al teorema de Coase son, en sustancia, las mismas que a todo el análisis económico del Derecho, y pueden resumirse en las insuficiencias y las desviaciones que provoca la adopción del modelo microeconómico de observación del comportamiento individual (considerado racional por dicho modelo, aunque sea bajo el prisma del propio y exclusivo interés: hipótesis REM, "reasonable egoist man"); añádase que el planteamiento microeconómico "clásico" prima, desde sus orígenes, el paradigma de mercado de la "competencia perfecta", puramente teórico, y que contempla las situaciones monopolistas u oligopolistas como simples fallos de aquella; y ve al mercado como un ámbito natural de autorregulación, sin tener en cuenta el papel del Estado como formalizador de las normas consuetudinarias, sin el cual, según muchos, no podría existir el mercado mismo en grandes escalas. 
Mas, aunque sea ello así, y precisamente por serlo, también se le pueden atribuir las virtudes del análisis microeconómico del que nadie ha dudado, en tiempos modernos, de su virtualidad para suministrar conceptos; y con este bagaje, de su capacidad para proporcionar modelos que confrontar con la realidad y ayudar a los agentes sociales a efectuar elecciones que busquen maximizar, aun en términos relativos, el bienestar de la sociedad; es obvio que entre estos agentes se encuentran, eligiendo soluciones en el plano jurídico, los legisladores y los jueces, principalmente. Encuadrado en este marco teórico-práctico, y sin pretender que de un modo mecanicista ofrezca soluciones, el teorema de Coase reviste una capital importancia.